# Ichthyosporea

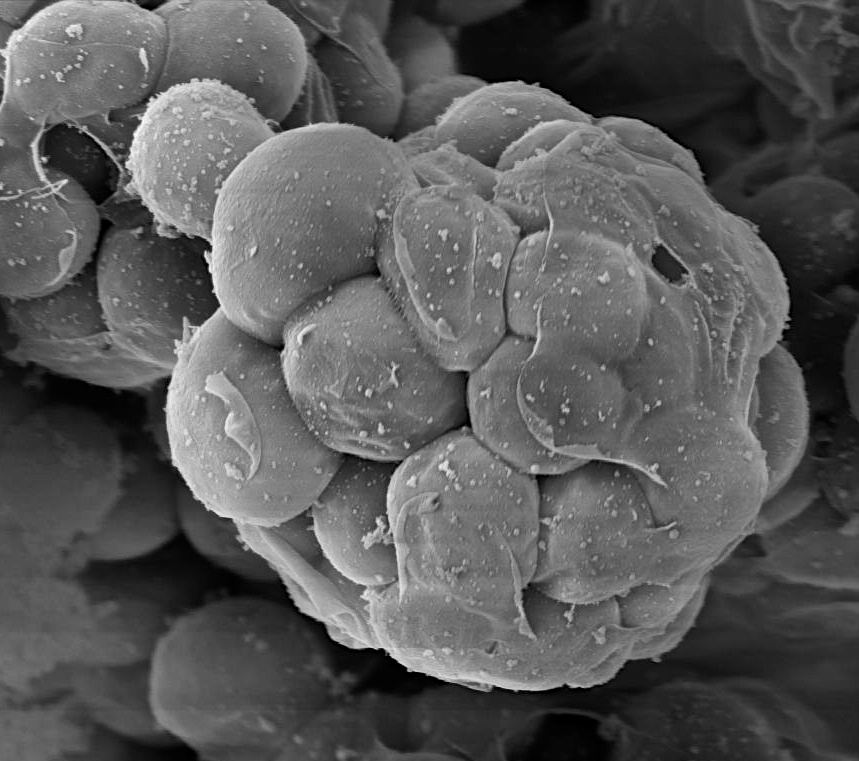
Creolimax fragrantissima.

Los ictiospóreos (Ichthyosporea) o mesomicetozoos (Mesomycetozoea) son un pequeño grupo de protistas, en su mayoría parásitos de peces y de otros animales.  Una de sus especies, Rhinosporidium seeberi, infecta  aves y  mamíferos, incluidos los seres humanos. Estos organismos aparecen en los tejidos del huésped como esferas u óvalos que contienen esporas. Las esporas germinan en formas flageladas o ameboides que infectan nuevos huéspedes. Se conocen unas 50 especies en este grupo, organizadas en dos órdenes y unos 20 géneros.
La mayoría de los miembros de este grupo fueron originalmente clasificados como hongos, protistas o algas.  Sin embargo, desde el punto de vista molecular forman un grupo coherente íntimamente relacionado con los animales y los hongos y por lo tanto son de gran interés para los biólogos que estudian los orígenes de dichos grupos. Un estudio reciente los coloca como grupo hermano del clado Filozoa, que incluye a animales y coanoflagelados.
Recibieron inicialmente el nombre de clado DRIP como un acrónimo de los cuatro primeros miembros del grupo identificados, Dermocystidium, Sphaerothecum, Ichthyophonus y Psorospermium. Cavalier-Smith los agrupó en la clase Ichthyosporea, puesto que los cuatro son parásitos de peces.  Como después nuevos miembros han sido incorporados al grupo, Mendoza et al. propusieron cambiar el nombre a Mesomycetozoea, que hace referencia a la posición evolutiva del grupo. Sin embargo, la mayoría de los investigadores continúan usando el término Ichthyosporea.